# Raphael Spiegel
Raphael Simon Spiegel (* 19. Dezember 1992 in Rüttenen) ist ein Schweizer Fussballtorhüter, der zuletzt beim Fussballclub FC Lausanne-Sport unter Vertrag stand. Derzeit ist er vereinslos.

## Karriere

### Verein
Spiegel begann seine fussballerische Laufbahn beim FC Rüttenen, also in dem Dorf, in dem er aufwuchs. 2007 wechselte er in den Nachwuchs der Grasshoppers, wo er in den Nachwuchs- und Reservemannschaften regelmässig zum Einsatz kam. Jedoch war es Spiegel nicht möglich, sich auch für die erste Mannschaft aufzudrängen, weswegen er zu Beginn der Saison 2011 an den FC Wil ausgeliehen wurde; er kam jedoch nie zu einem Einsatz. Kurz nachdem er zu GC zurückgekehrt war, wurde Raphael Spiegel erneut ausgeliehen, diesmal an den SC Brühl, wo er den Rest der Saison verbrachte. Er gab sein Debüt am 6. November 2011 bei einer 1:2-Auswärtsniederlage beim FC Locarno.
Am 23. Juli 2012 wurde er vom Premier-League-Aufsteiger West Ham United gegen eine nicht genannte Transfersumme verpflichtet. Seither spielt Spiegel für die U-21-Mannschaft und ist auch ein Ersatz für Jussi Jääskeläinen in der ersten Mannschaft.
Von der Saison 2018/19 bis zur Saison 2021/22 spielte Spiegel für den FC Winterthur. Dabei gelang ihm im Spiel gegen den FC Chiasso ein Tor. Spiegel spielte während der Aufstiegssaison  2021/22 des FC Winterthur 35 von 36 Spiele. Die Defensive kassierte dabei nur 45 Gegentore und damit die wenigsten der Liga.
Seit der Saison 2022/23 spielte er für FC Lausanne-Sport, bevor er den Verein im Sommer 2024 verließ.

### Nationalmannschaft
Spiegel spielte für die Schweizer Juniorennationalmannschaften. 2009 war er Teil der U-17-Nationalmannschaft, welche an der U-17-Fußball-Weltmeisterschaft 2009 in Nigeria den Weltmeistertitel holte. Jedoch kam er nicht zum Einsatz, da Benjamin Siegrist in allen Partien eine souveräne Leistung zeigte und mit dem Goldenen Handschuh ausgezeichnet wurde.